# NGC 4018
NGC 4018 је спирална галаксија у сазвежђу Береникина коса која се налази на NGC листи објеката дубоког неба.
Деклинација објекта је + 25° 19' 2" а ректасцензија 11h 58m 40,6s. Привидна величина (магнитуда) објекта NGC 4018 износи 13,2 а фотографска магнитуда 14,0. NGC 4018 је још познат и под ознакама UGC 6966, MCG 4-28-108, CGCG 127-123, KUG 1156+255, IRAS 11561+2535, PGC 37699.